# Battlestations: Pacific
Battlestations: Pacific (букв. рус. Battlestations: Тихий океан) — компьютерная игра для ПК (Windows и Mac OS X) и Xbox 360, вторая и последняя, игра в серии Battlestations. Игра, разработанная компанией Eidos Studios Hungary для ПК (Windows) и Xbox 360, и издана Eidos Interactive 12 мая 2009 года в Северной Америке и 15 мая в Европе и Австралии. В России игра вышла 21 мая 2009 года, издатель — компания Новый Диск. На сервисах цифровой дистрибуции Steam и Games on Demand игра вышла 15 мая и 15 декабря 2009 года. Версия для ПК (Mac OS X) была портирована Robosoft Technologies и издана Feral Interactive 8 октября 2010 года.
Battlestations: Pacific стала последней игрой Eidos Studios Hungary. 19 апреля 2010 года, Square Enix Europe подтвердил закрытие игрового разработчика Eidos Studios Hungary, положив конец серии Battlestations.

### Системные требования
| Системные требования | Системные требования                        | Системные требования                        |
| -------------------- | ------------------------------------------- | ------------------------------------------- |
|                      | Минимальные                                 | Рекомендуемые                               |
| ПК (Windows)         |                                             |                                             |
| ОС                   | Windows 7/Vista/XP                          | Windows 7/Vista/XP                          |
| ЦПУ                  | 3 ГГц или выше                              | 3 ГГц или выше                              |
| Объём ОЗУ            | 1 Гб (XP)                                   | 2 Гб (Vista)                                |
| Место на диске       | 8 Гб свободного места                       | 8 Гб свободного места                       |
| Видеокарта           | 256 Мб (GeForce 6800GT+, ATI Radeon X1800+) | 256 Мб (GeForce 6800GT+, ATI Radeon X1800+) |
| ПК (Mac OS)          |                                             |                                             |
| ОС                   | Mac OS: 10.5.8                              | Mac OS: 10.6.4                              |
| ЦПУ                  | 1.8 ГГц                                     | 2.4 ГГц                                     |
| Объём ОЗУ            | 2 Гб                                        | 3 Гб                                        |
| Место на диске       | 9 Гб свободного места                       | 9 Гб свободного места                       |
| Видеокарта           | 256 Мб VRAM                                 | 512 Мб VRAM                                 |

## Игровой процесс
Battlestations: Pacific представляет собой симулятор с элементами стратегии. В игре доступны все виды морских сил, таких как: корабли, подводные лодки, авиация.

### Боевые ресурсы
Выполняя определённые задания в одиночной кампании или в сетевой игре, игрок получает боевые ресурсы. С помощью боевых ресурсов можно изменить ход боевых действий или получить преимущество в определённых ситуациях. Боевые ресурсы подразделяются на 3 вида:
- Авиаподдержка — в сектор вылетают дополнительные самолёты.
- Активное снабжение — даёт преимущество в течение определённого промежутка времени.
- Технологии — пассивное усиление, длящееся пока активен боевой ресурс.

### Многопользовательская игра
В игре присутствуют 5 режимов многопользовательской игры, а именно:
- Захват островов (англ. Island Capture) — две команды сражаются за контроль островами на гигантской карте. Каждый захваченный остров даёт новые боевые единицы или ресурсы.
- Дуэль (англ. Duel) — режим позволяет сражаться игрокам в выбранном классе боевых единиц. Игровой сеанс состоит из нескольких раундов. Раунд заканчивается, если команда полностью уничтожена. Команда выигравшая наибольшее количество раундов, выигрывает весь сеанс.
- Конкуренция (англ. Competitive) — атаковать силы вражеского ИИ чтобы набрать наибольший счет. Атака на союзные силы снижает счет.
- Осада (англ. Siege) — режим представляет собой высадку десанта или защиту позиций от вражеского десанта. Сеанс продолжается до тех пор, пока нападающие не потеряют все ресурсы либо обороняющиеся не смогут защитить свои позиции.
- Сопровождение (англ. Escort) — цель конвоя не дать нападающему уничтожить конкретный корабль или эскадрилью. Сеанс заканчивается, если ключевой корабль или эскадрилья добираются до места назначения или продержатся заданное время.

## Сюжет
Действие игры происходит между японской атакой на Пёрл-Харбор в 1941 году и битвой за Окинаву 1945 года. Японская кампания начинается с нападения на Пёрл-Харбор и до Мидуэй и заканчивается вторжением на Гавайи. В игре более 28 миссий для одиночной игры, в общей сложности 14 для США и 14 для Японии. Американская кампания игры происходит в период от Мидуэя до Окинавы.
Игровой процесс имеет историческую достоверность американской кампании и возможное историческое развитие японской кампании, если бы японцы выиграли битву у Мидуэй и другие крупные сражения на Тихом океане.

## Разработка и поддержка игры

### Релиз
Демоверсия Battlestations: Pacific вышла 30 апреля 2009 на ПК (Windows) и Xbox 360
. Демоверсия содержит миссию из Американской кампании, «Божественные ветра Лейте» и 2 игровых режима в «Стычка» (англ. Skirmish).
Battlestations: Pacific вышел 12 мая 2009 в Северной Америке, 15 мая 2009 в Европе и Австралии.
Версия для Mac OS X была анонсирована 29 сентября и вышла 8 октября 2010 года. Демоверсия для данной платформы вышла чуть позже, 14 октября 2010 года.

### Дополнения
Для игры вышло 3 минидополнения: 2 пакета карт (Carrier Battles Map Pack и Volcano Map Pack) и 1 пакет техники (Mustang unit pack).

Mustang unit pack включает в себя:
- истребитель P-51 «Мустанг»
- бомбардировщик G5N «Синзан»
- крейсер «Аляска»
- линкор «Монтана»
- торпедный крейсер «Кума»
- линкор «Super Yamato»
- 9 дополнительных эмблем для самолётов для каждой стороны.

Дополнения доступны для скачивания в сетях Games for Windows — Live и Xbox Live.

## Игровые секреты
- В начале миссии «Нападение на Пёрл-Харбор» за Японию можно потопить «Торпедный катер — 23», после чего командир скажет: «Его звали Генри, но эта история не о нём». В конце этой же миссии можно сбить «самолёт Дональда», после чего командир скажет: «Лётчик-ас, значит! Ну, хотя бы погиб в воздухе!». Генри и Дональд — главные герои Battlestations: Midway[10]
- В миссии «Атака на гавань Сиднея», если поплыть по Северо-западной реке, то в её истоке можно обнаружить пещеру, в которой разработчики поставили стенд со своей фотографией.[11]
- В названиях японских самолётов использовались кодовые имена союзников. Исключение составляет A6M Зеро.

## Отзывы и награды
| Сводный рейтинг       | Сводный рейтинг               |
| Агрегатор             | Оценка                        |
| --------------------- | ----------------------------- |
| GameRankings          | 77,12 % (ПК) 76,11 % (X360)   |
| Metacritic            | 74/100 (ПК) 76/100 (Xbox 360) |
| Иноязычные издания    |                               |
| Издание               | Оценка                        |
| GamePro               | [ 16 ]                        |
| GameSpot              | 8,0/10 (ПК)                   |
| IGN                   | 7,7/10                        |
| Русскоязычные издания |                               |
| Издание               | Оценка                        |
| Absolute Games        | 78 %                          |
| PlayGround.ru         | 9,2/10                        |
| «Игромания»           | 8,0/10                        |
| «ЛКИ»                 | 84 %                          |
| «Страна игр»          | 8,0/10                        |

Средний балл на Metacritic составляет 74 из 100 (31 обзоров) и 76 из 100 (48 обзоров) для версий Windows и Xbox 360.
Некоторые рецензенты ругали одиночную кампанию, состоящую из отдельных миссий, а не как в Battlestations: Midway, имеющей единое повествование.

К сожалению, прохождение, распухшее до 28 миссий, затягивает меньше, чем в Battlestations: Midway. Оригинал был в три раза короче, но рассказывал внятную историю о двух друзьях, служивших на флоте и в ВВС. В Pacific драматичные ролики и приличное повествование исчезли; вместо них — несвязный набор сценариев, черно-белая кинохроника и нудные причитания диктора. Серьёзная мина подошла бы тем же «Стальным монстрам» , а вот серии Battlestations она совсем не идет.— 
Однако пресса высоко оценила многопользовательский режим:

Тем более что в сражениях с живыми соперниками Battlestations: Pacific держится гораздо бодрее. Добавив высадку морского и воздушного десанта, Eidos Studios Hungary создала отличный режим [Capture the Island].— 